# Битка при Търново (1877)
Битката при Търново е част от настъплението на Предния отряд в съответствие с руския план за действие в началния период на Руско-турската война (1877 – 1878). Довежда до освобождаването на Търново от османско владичество.

## Оперативна обстановка
След успешното преминаване на река Дунав при Свищов съгласно руския план за действие е сформиран Преден отряд с командир генерал-лейтенант Йосиф Гурко. Неговата задача е да настъпи стремително по направлението Свищов – Търново – проходите на Централна Стара планина – Стара Загора – Одрин, като използва стратегическата изненада и отсъствието на значителни османски сили.

## Бойни действия
На 25 юни/7 юли 1877 г. авангардът на Предния отряд се сблъсква с авангарда на Търновския османски гарнизон при подстъпите на Търново. В ожесточената конна схватка отстъплението на османските сили се превръща в бягство. Предприето е усилено разузнаване с конни разезди в направление към Търново. Генерал-лейтенант Йосиф Гурко използва обстановката и превръща разузнаването в настъпление за освобождаването на града.
Драгунската бригада извършва обходна маневра и настъпва по шосето Севлиево – Търново. Обстрелвана е от противниковата артилерия, разположена на десния бряг на река Янтра южно от града. Шестнадесета конна батарея с командир подполковник Михаил Ореус заема позиция и след няколко залпа прогонва османската артилерия. Пренася огъня срещу пехотата. Нейният фланг е атакуван от Казанския конен полк. Османските части в състав от 4000 офицери и войници не издържат на удара, изоставят позициите и се изтеглят по направлението към Осман пазар. Преследвани са до свечеряване от Драгунската и Донската казашка бригада. Към 17 ч. в Търново влиза първата казашка сотня, водена от княз Алексей Церетели. Пленени са значителни количества боеприпаси и продоволствие.